# Francescas
Francescas é uma comuna francesa na região administrativa da Nova Aquitânia, no departamento Lot-et-Garonne. Estende-se por uma área de 21,55 km². Em 2010 a comuna tinha 753 habitantes (densidade: 34,9 hab./km²).